# Call of Duty: Black Ops 4
Call of Duty: Black Ops 4 (стилизовано Call of Duty: Black Ops IIII) — компьютерная игра в жанре шутера от первого лица, пятнадцатая во франшизе Call of Duty и четвёртая основная игра в сюжетной подсерии Black Ops, начинавшаяся как продолжение Call of Duty: Black Ops 3. Выход игры состоялся 12 октября 2018 года.

## Игровой процесс
Call of Duty: Black Ops 4 является многопользовательским шутером от первого лица. В отличие от предыдущих игр в серии Call of Duty, Black Ops 4 является первой игрой, в которой нет традиционной однопользовательской кампании и содержит только режим многопользовательской игры, зомби-режим и режим королевской битвы под названием Blackout.
Многопользовательский режим является первым в серии, который не включает автоматическую регенерацию здоровья и вводит как прогностическую отдачу, так и новую баллистику. Игра включает в себя три карты: зомби в день выпуска, четыре, если вы приобрели специальный выпуск игры или Black Ops Pass. Места расположения карт включают Титаник, арену в Древнем Риме и Федеральную тюрьму Алькатраса. В игре также введён новый режим битвы Blackout, в котором в каждом матче задействовано до 100 игроков. Многие персонажи из этой игры и предыдущих игр Black Ops могут использоваться в качестве модели персонажа игрока в этом режиме.

## История
Хотя в данной части серии нет классической сюжетной кампании, игра развивает вселенную Black Ops. Действия игры происходят между событиями Black Ops II и Black Ops III, в 2043 году. История подаётся через миссии специалистов.
В 2022 году на Reddit была опубликована информация о том, что на ранних этапах разработки сюжетная кампания планировалась, однако затем была вырезана из игры. Она должна была стать кооперативной игрой-сервисом, связанной с многопользовательским режимом. Миссии имели свойство динамически меняться в соответствии с принятыми решениями и неудачами, что влияло на миссии других пользователей. События кампании должны были происходить в 2070 году. В центре сюжета планировалось противостояние между двумя фракциями — Free People’s Army (FPA) и World United Nations (WUN). Игроку предстояло выбрать одну из фракций и выполнять задания в кооперативном режиме для двух человек. В зависимости от выбранной фракции, менялось повествование, персонажи и другие аспекты игры.

## Разработка
Разработка игры началась вскоре после выхода Black Ops III. Treyarch предпочла не создавать режим кампании для игры в начале разработки, вместо этого сосредоточив внимание на многопользовательских играх. Black Ops 4 является первой игрой в серии, которая использует игровой сервис Battle.net. Дата релиза была перенесена на октябрь вместо «Ноября» в попытке избежать совпадения с выпуском других громких проектов.

## Отзывы
| Сводный рейтинг | Сводный рейтинг | Сводный рейтинг |
| Издание         | Оценка          | Оценка          |
| Издание         | PC              | PS4             |
| --------------- | --------------- | --------------- |
| GameRankings    | 81,80 %         | 83,93 %         |

Call of Duty: Black Ops 4 получила положительные отзывы от критиков. Приём бета версии игры был смешанным. Поклонники серии выразили разочарование отсутствием режима кампании в игре. Black Ops Pass, сезонный пропуск, который распространяет загружаемый контент (DLC), также получила плохие отзывы из-за того, что пакеты карт были доступны только через пропуск, а не отдельно, что было вариантом с DLC предыдущих игр. Тем не менее, после выхода Black Ops 4 получила положительные отзывы, игроки и критики особенно похвалили режим Blackout. Это самая продаваемая цифровая игра в истории Activision, превосходящая Call of Duty: WWII, в то время как продажи физических дисков для игры были самыми низкими в серии за десятилетие.

### Номинации
| Год  | Премия                  | Категория                           | Результат | Прим. |
| ---- | ----------------------- | ----------------------------------- | --------- | ----- |
| 2018 | Game Critics Awards     | «Лучшая экшн-игра»                  | Номинация |       |
| 2018 | Game Critics Awards     | «Лучший онлайн мультиплеер»         | Номинация |       |
| 2018 | Gamescom 2018           | «Лучшая социальная/онлайновая игра» | Победа    |       |
| 2018 | Golden Joystick Awards  | «Ультимативная Игра года»           | Номинация |       |
| 2018 | The Game Awards 2018    | «Лучший аудио дизайн»               | Номинация |       |
| 2018 | The Game Awards 2018    | «Лучшая экшн-игра»                  | Номинация |       |
| 2018 | The Game Awards 2018    | «Лучшая мультиплеерная игра»        | Номинация |       |
| 2018 | Gamers' Choice Awards   | «Любимая игра»                      | Номинация |       |
| 2018 | Gamers' Choice Awards   | «Любимая мультиплеерная игра»       | Номинация |       |
| 2018 | Gamers' Choice Awards   | «Любимый шутер»                     | Победа    |       |
| 2018 | Gamers' Choice Awards   | «Любимая королевская битва»         | Номинация |       |
| 2018 | Australian Games Awards | «Мультиплеер года»                  | Номинация |       |
| 2018 | Australian Games Awards | «Шутер года»                        | Победа    |       |
| 2018 | Australian Games Awards | «Мультиплеер года»                  | Номинация |       |

### Комментарии
1. ↑  Помощь в разработке игры для PC
2. ↑  Помощь в разработке режима игры Blackout